# Parafia Narodzenia Najświętszej Maryi Panny w Bielsku Podlaskim
Parafia Narodzenia Przenajświętszej Bogurodzicy – parafia prawosławna w Bielsku Podlaskim, w dekanacie Bielsk Podlaski diecezji warszawsko-bielskiej.
Na terenie parafii funkcjonują 2 cerkwie:
- cerkiew Narodzenia Najświętszej Maryi Panny w Bielsku Podlaskim – parafialna
- cerkiew św. Sawy Serbskiego w Bielsku Podlaskim (w Domu Kultury Prawosławnej) – szkolna[1]

Na obszarze parafii leżą miejscowości: Bielsk Podlaski (część), Grabowiec i Orzechowicze.

## Historia

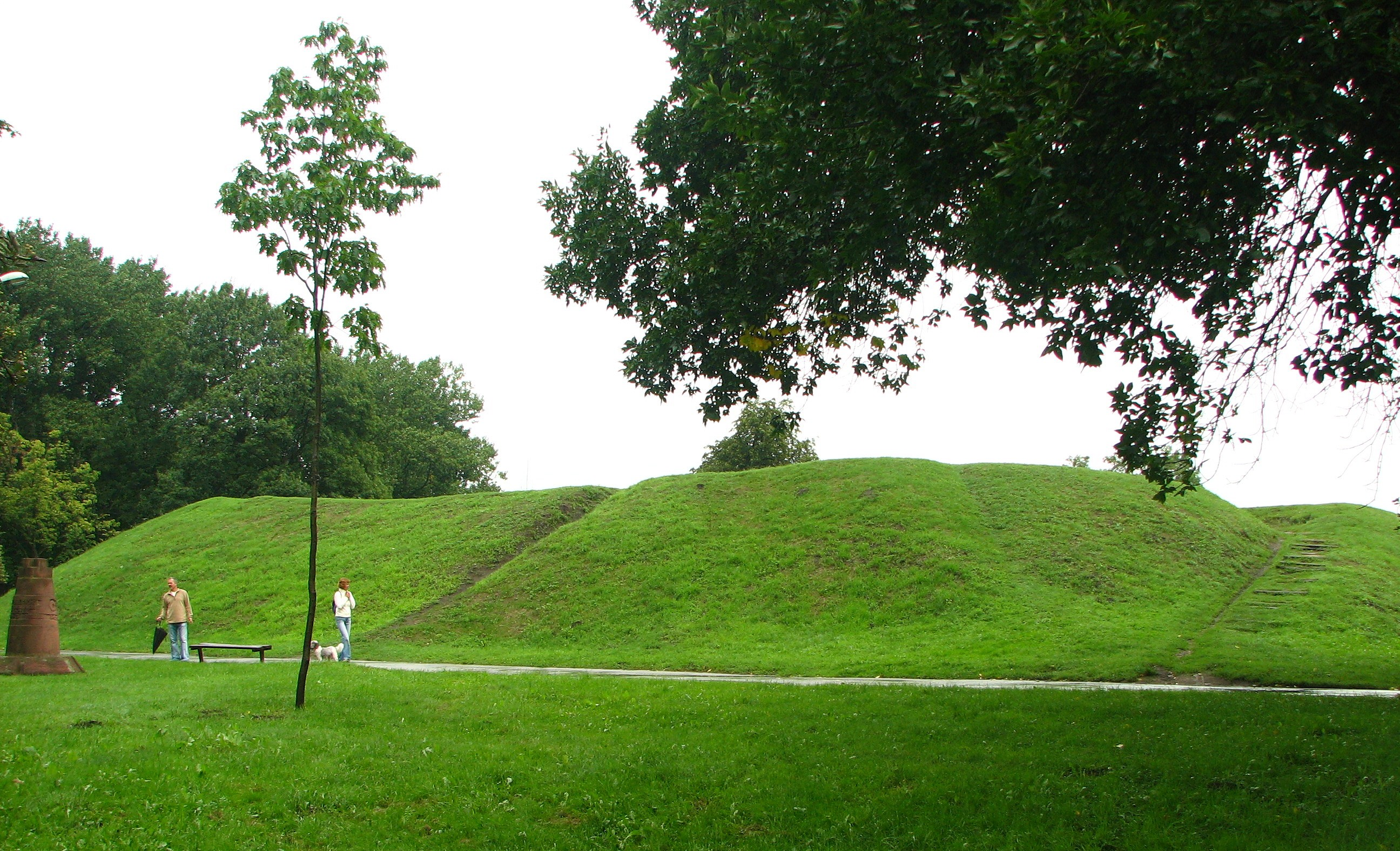
Góra zamkowa – cerkiew należała do zabudowań zamku do 1562

### XI–XII wiek
Powstanie cerkwi Narodzenia Matki Bożej w Bielsku można odnosić do początków istnienia grodu. W XI wieku w Rusi Kijowskiej szeroko rozpowszechniony był kult Matki Boskiej. Wyrażał się on w wezwaniach licznych cerkwi i monasterów. Najsłynniejszą w tym względzie była ławra Pieczerska w Kijowie, nosząca wezwanie Zaśnięcia Matki Bożej, założona w czasach Jarosława Mądrego. W XI–XII wieku powstały cerkwie pod wezwaniem Narodzenia Najświętszej Maryi Panny w Grodnie, Mińsku, Połocku, Chełmie, Mielniku, Drohiczynie i innych miejscowościach. W wielu przypadkach były to pierwsze cerkwie w danej miejscowości. Zapewne wówczas powstała także cerkiew w Bielsku. Drugim, aczkolwiek pośrednim, dowodem na to, że pierwsza cerkiew w Bielsku była poświęcona Matce Bożej, jest wezwanie kościoła farnego w Bielsku. Kościół ten był erygowany w 1430 pod wezwaniem Narodzenia Najświętszej Maryi Panny i św. Mikołaja. Był to pierwszy kościół rzymskokatolicki w Bielsku. Przyjął więc on, jak to było w średniowiecznym zwyczaju, wezwanie wcześniej istniejącej w mieście świątyni prawosławnej.

### XIII–XV wiek
Pewnie w czasie najazdu tatarskiego w 1240 pierwsza cerkiew bielska, stojąca w obrębie grodu, została zniszczona. Przed 1289 książę włodzimierski Włodzimierz Iwan Wasylkowicz odbudowanej już cerkwi przekazał swój dar w postaci ksiąg i ikon. Donosi o tym zapis z „Latopisu Halicko-Wołyńskiego”: U Bielsku podstroi cerkow ikonami i knihami. Następna wzmianka o cerkwi Preczystieńskiej pochodzi z II połowy XV wieku. Wtedy to Michał Semenowicz, książę horodeński, bielski i kobryński wraz z żoną księżną Wassą na nowo fundowali zamkową cerkiew Preczystieńską. Czytamy o tym w opisie cerkwi z 1637: Cerkow Rożdżestwa Preswiatoj Władyczycy (...) fundowanaja niekhdy kniaziem Michaiłom Semenowiczom (...) i kniahinieju Wassoju, jako napiś otpiewajet na tablice za obrazami trema namiestnymi ukraszennymi złotom (...). Nowa fundacja świątyni miała miejsce przed 1484, ponieważ w tym roku księżna Wassa zmarła. Ciało fundatorki z wielką czcią zostało pogrzebane pod prezbiterium zamkowej cerkwi.

### XVI wiek

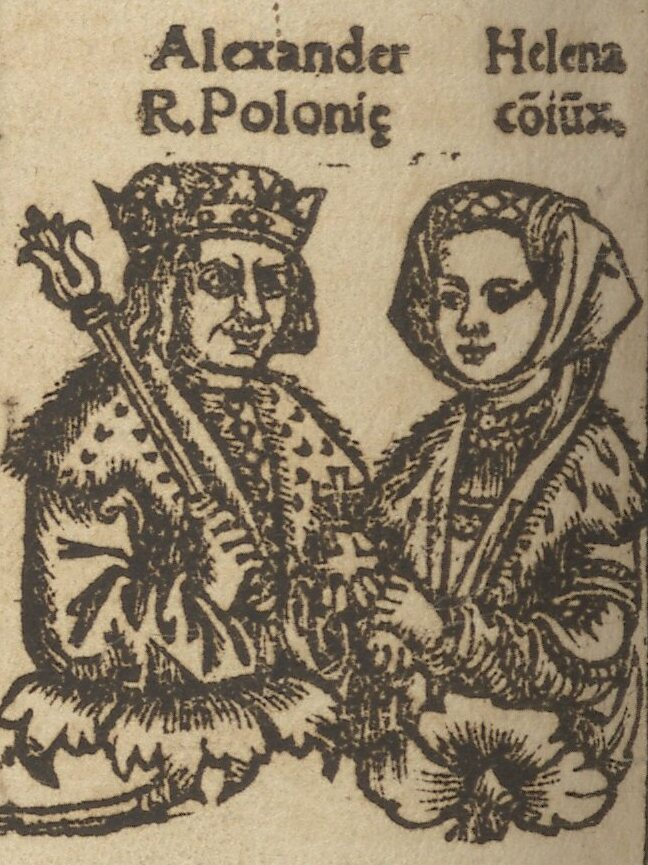
Aleksander Jagiellończyk i Helena Moskiewska

Lokalizacja cerkwi na zamku, administracyjno-politycznym centrum miasta, nie sprzyjała atmosferze duchowej i pracy duszpasterskiej, dlatego też duchowny cerkwi, o. Charłampij, piastujący jednocześnie godność protopopa bielskiego, zwrócił się do wójta i podstarosty bielskiego Iwana Szymborowskiego z prośbą o pozwolenie na przeniesienie cerkwi z zamku na inne, odpowiedniejsze miejsce. Iwan Szymborowski skierował z kolei prośbę do samego króla. W 1506 Aleksander Jagiellończyk wystosował z Łomży odpowiednie pismo do wójta, w którym nakazał tuju cerkow Matki Bożijaj Rożdiestwa jej s toho zamku piereniest' na miesto hodnoje. Pismo wspomina także, że cerkiew s nadanija kniahini Wassy Michajłowaj babki naszoje sozdana jest', hdież bo i tieło położeno pod Bohorodiceju, kotoroje s Bohomolijem piereniesti. Wykonanie decyzji królewskiej przeciągnęło się ponad pół wieku, z uwagi na jedną okoliczność. W 1506, po śmierci męża, króla Aleksandra Jagiellończyka, Bielsk otrzymała w dożywocie księżna Helena. Będąc osobą głębokiej wiary, zażyczyła prawdopodobnie, aby cerkiew Preczystieńska pozostała na terenie jej zamkowej rezydencji.
Decyzja królewska z 1506 o przeniesieniu cerkwi została wykonana dopiero w 1562. Świątynię przeniesiono wtedy na niewielkie wzniesienie w centralnej części ulicy Staromiejskiej (dzisiejsza ulica Jagiellońska). Wraz z cerkwią zostało uroczyście przeniesione ciało jej fundatorki księżnej Wassy. Dzięki zmianie lokalizacji cerkiew  ominął los bielskiego zamku, który spłonął w 1564, jednak po przeniesieniu cerkiew straciła status katedralnej świątyni Bielska; siedziba protopopii została przeniesiona do cerkwi św. Michała.
Już za panowania Zygmunta I cerkiew Narodzenia Matki Bożej posiadała duże uposażenie ziemskie w postaci 4 włók w Augustowie. 16 grudnia 1560 król Zygmunt August nadał cerkwi oraz pozostałym bielskim świątyniom prawosławnym dodatkowo po 2 włóki ziemi we wsi Stryki. Oprócz gruntów wiejskich parafia posiadała ogółem 50,3 prętów placów siedliskowych i ogrodowych w mieście. Stan posiadania ziemi został opisany w rejestrze pomiary włócznej, sporządzonym w 1563 przez Stanisława Dybowskiego. Proboszczem parafii był wówczas o. Jakim. Duchowieństwo cerkwi bezpośrednio po zawarciu unii brzeskiej przyjęło jej postanowienia, bowiem nie było przy niej ukształtowanego silnego bractwa, powszechnie przyjmującego antyunijną postawę.

### XVII wiek
W czasie sporów prawosławno-unickich o świątynię w I połowie XVII w. cerkiew ta pozostawała zawsze w gestii unitów. W akcie z 10 marca 1636 komisarze królewscy postanowili pozostawić ją wraz z cerkwią Trójcy Świętej unitom, aczkolwiek i na terenie parafii Narodzenia Matki Bożej zamieszkiwało wielu prawosławnych, którym akt zapewniał swobodę religijną, dając wolność do cerkwi nieunitom przysądzonym chodzić y tam swe nabożeństwa odprawować... W 1637, w związku ze sprawą o. Teodora Jakubowicza, duchowne władze unickie przeprowadziły wizytację cerkwi. W akcie wizytacji opisane były m.in. ikony, przedmioty, naczynia, szaty oraz księgi liturgiczne. Cerkiew była dobrze zabezpieczona we wszystko, co niezbędne w czasie nabożeństw. Zwracają uwagę trzy ikony ukraszennyje złotom oraz dwie stare księgi rękopiśmienne – zdobiona Ewangelia i służebnik. Obok cerkwi znajdowała się nie wykończona dzwonnica z zawieszonymi na niej czterema dzwonami. Stan samej świątyni przedstawiał się wówczas niezadowalająco. Jak stwierdza dokument, cerkiew była opadłaja, wymagała solidnego remontu. Za taki stan rzeczy wizytator o. Zachariasz Furs obarczył o. Jana Orestowicza. Jego następca, o. Teodor Jakubowicz miał cerkiew restawrowati hodnie, na co parafia zgromadziła zawczasu czterdzieści trzy sztuki drzewa.
W czasie, gdy sporządzano wizytację w 1637, do parafii należało 76 domów w mieście oraz wsie Szastały, Stryki, Jagusztowo (Augustowo) – 14 domów, Grabowiec, Orechwicze (Orzechowicze), Ploski, Deniski oraz poł sieła Woskresieńskich (prawdopodobnie chodzi tu o Parcewo). W tej ostatniej wsi dochodziło do wystąpień przeciw klerowi unickiemu, co następująco odnotowuje wizytacja: otiec protopop uskarżał o bunty i nieposłuszeństwa, że jednostiju swiatoju [unią – aut.] pohorżajut, kotorych my, sudii i podawcy duchownyi, ijerejskoju włastiju ukarati pozwolajem. W II połowie XVII w. z powodu wojen i epidemii liczba parafian  została zdziesiątkowana. Z przyczyn materialnych i organizacyjnych przez kilka dziesięcioleci świątynia nie była remontowana.

### XVIII wiek
Wizytacja generalna z 1727 wykazała, że dach na cerkwi przeciekał, a ogrodzenie placu cerkiewnego znajdowało się w stanie ruiny. Z powodu niedbalstwa proboszcza o. Gabriela Kosowicza w cerkwi brakowało niektórych ksiąg i przedmiotów liturgicznych, szaty liturgiczne były bardzo sfatygowane. W stanie upadku znajdowało się także gospodarstwo parafialne. Przy nikłej bazie źródłowej trudno określić, czy opisana w 1727 cerkiew była tą samą świątynią, którą w 1562 przeniesiono z zamku. Być może ta świątynia uległa spaleniu w czasie wielkiego pożaru miasta w 1591 i była na nowo odbudowana jeszcze przed 1596. O pochodzeniu cerkwi z okresu przedunickiego, względnie początkowego okresu unii, może świadczyć opisany w wizytacji z 1727 trzyrzędowy, kanoniczny ikonostas z ikoną Deisis. W prezbiterium, na górnym miejscu umieszczona była ikona Matki Bożej Odigitrii. Ściany i sufit prezbiterium oraz fragmenty środkowej części świątyni pokrywała polichromia.
W 1727 do parafii cerkwi Preczystieńskiej należała część Bielska wraz z osiedlem Poświętne, wsie Ploski, Deniski, Grabowiec, Orechwicze (Orzechowicze). Wizytacja nie wspomina niczego o wsiach Augustowo i Stryki, w których w tym czasie widocznie nie było unitów (nie wspominają o nich także wizytacje trzech pozostałych bielskich cerkwi unickich). Należy dodać, że parafia prowadziła w tym czasie szpital (przytułek) dla ludzi ubogich. Wizytator zalecił zaś. o. Gabrielowi Kosowiczowi, aby szkołę z Praeceptorem Należytym przy cerkwie ustalował. Dzieci do Nauk Ruskich y do Nabożenstwa animowałł w dobre obyczaie Chrzescijanskie z nimi postępował. Następcą o. Gabriela Kosowicza na parafii był o. Bazyli Meleszkiewicz. Z jego inicjatywy, przy współudziale parafian, był przeprowadzony kapitalny remont świątyni. Stan świątyni już po remoncie ilustruje wizytacja przeprowadzona w 1774 przez o. Antoniego Kronczewskiego, proboszcza katedry brzeskiej. W wyglądzie zewnętrznym, jak i wewnętrznym cerkwi w stosunku do 1727 nie zaszły zauważalne zmiany. Wbrew wskazówkom Synodu Zamojskiego z 1720, nie usunięto z niej pięknego trzyrzędowego ikonostasu ani nie zainstalowano organów. W świadomości parafian cerkiew Preczystieńska z jej cudowną ikoną Odigitrii funkcjonowała jako wielka świętość, dlatego też każda istotna zmiana w wystroju cerkwi była najwidoczniej przez nich odrzucana. Z większych nabytków materialnych świątyni w owym czasie należy wspomnieć srebrną ryzę oraz korony założone na ikonę Odigitrii.

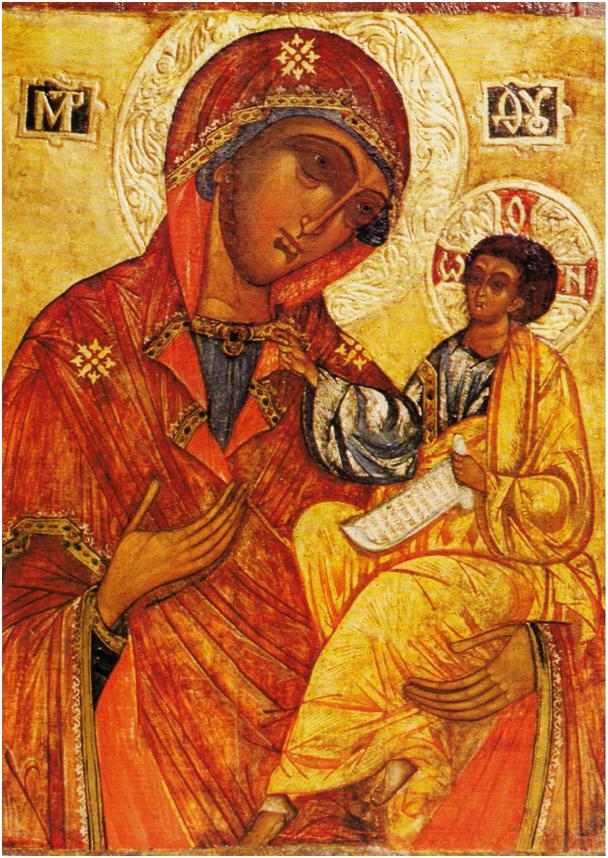
Ikona Bielskiej Matki Bożej

W II połowie XVIII w. przy parafii działało bractwo cerkiewne.
W 1790 dobudowano do cerkwi boczny ołtarz pod wezwaniem św. Anny. W 1795 ks. Władysław Szumikowski (proboszcz parafii w Hryniewiczach Wielkich) i jego żona ofiarowali duży dzwon, znajdujący się po dziś dzień na cerkiewnej dzwonnicy i zapisali w darze dla świątyni 1000 złp.

### XIX wiek
W 1839 władze carskie zlikwidowały unię na tzw. ziemiach zabranych (m.in. Białostocczyźnie). 30 kwietnia 1839 parafia została włączona do Rosyjskiego Kościoła Prawosławnego. W 1869, za zgodą Litewskiego Konsystorza Duchownego rozpoczęto gruntowny remont świątyni (m.in. odnowiono ołtarz boczny św. Anny, a także przebudowano ikonostas, ponownie poświęcony w 1875). W latach 1876–1883 wzniesiono nowe budynki parafialne i gospodarcze. W tym czasie parafia prowadziła dwie szkoły gramoty – w Grabowcu i Orzechowiczach. W latach 90. z inicjatywy proboszcza, ks. Aleksandra Bułygina otwarto trzecią szkołę – w Strykach. Działalność tych szkół przyczyniła się do znacznego ograniczenia analfabetyzmu w okolicy.
W 1894 kolejnym proboszczem został ks. Aleksander Spaski. Dzięki jego staraniom, w 1897 na ikonę Odigitrii nałożono srebrną ryzę wykonaną przez artystę z Petersburga.

### XX wiek
W 1902 ks. proboszcz Aleksander Spaski został dziekanem dekanatu bielskiego. Funkcję tę sprawował aż do śmierci w 1914.
W lipcu 1915, w związku z działaniami wojennymi, duchowni oraz większość parafian udała się na bieżeństwo. Wierni zabrali ze sobą część naczyń i przedmiotów liturgicznych. Pierwsze powroty z tułaczki miały miejsce już w 1917. W 1918 parafia wznowiła działalność, którą prowadziła bardzo aktywnie (jeszcze w tym roku dokonano 18 chrztów, a w następnym już 127 – więcej niż w pozostałych bielskich parafiach).
W II Rzeczypospolitej parafia Narodzenia Bogurodzicy pozostała etatową (weszła w skład diecezji grodzieńskiej Polskiego Autokefalicznego Kościoła Prawosławnego), jednak dołączono do niej zlikwidowane parafie w Augustowie, Hryniewiczach Wielkich, Maleszach, Rajsku oraz część dawnej parafii w Pasynkach. Do parafii Narodzenia Bogurodzicy dołączono też wiernych z dwóch zlikwidowanych bielskich parafii: św. Mikołaja oraz Świętej Trójcy (w soborze parafialnym urządzono w 1923 kościół rzymskokatolicki). Dotychczasowy proboszcz tej ostatniej parafii, ks. Bazyli Kostycewicz objął probostwo w parafii Narodzenia Bogurodzicy. Przez cały okres międzywojenny parafia prowadziła sprawy majątkowe (niektóre w Sądzie Najwyższym), w związku z próbami przejęcia ziemi cerkiewnej przez władze państwowe.
W latach 1926–1929 dokonano kolejnego remontu cerkwi parafialnej, a w 1932 pomalowano jej wnętrze.
Od lutego 1935 pod presją władz państwowych (w ramach tzw. polonizacji prawosławia), wprowadzono język polski do kazań wygłaszanych w dniach świąt państwowych. Tego typu działania miały miejsce aż do wybuchu II wojny światowej.
W 1939 ukończono generalny remont budynków parafialnych oraz ogrodzenia wokół cerkwi (koszta wyniosły 1755 zł).
Po wybuchu wojny niemiecko-radzieckiej, podczas walk o Bielsk Podlaski (czerwiec 1941) całkowitemu zniszczeniu uległa cerkiew św. Mikołaja, będąca w owym czasie świątynią filialną parafii Narodzenia Bogurodzicy. Ziemię cerkiewną władze niemieckie przeznaczyły pod budowę lotniska.
W 1943 zarządzono rekwizycję wszystkich dzwonów, które ostatecznie – mimo zdjęcia z dzwonnicy – nie zostały wywiezione. W lipcu 1944, w czasie ponownych walk niemiecko-radzieckich, prezbiterium cerkwi doznało poważnych uszkodzeń. Spłonął też jeden z budynków parafialnych. Ukryta zawczasu ikona Odigitrii ocalała.
Do listopada 1944 zgromadzono materiały niezbędne do naprawy cerkwi. Pracami remontowymi kierowali: ks. Łukasz Plutowicz oraz przybyły z Klecka ks. Konstanty Bajko (późniejszy prefekt białoruskiej szkoły podstawowej i gimnazjum w Bielsku Podlaskim).
W latach 1944–1945 parafia podlegała Rosyjskiemu Kościołowi Prawosławnemu. Przy cerkwi w tym czasie działał Zarząd Diecezjalny pod przewodnictwem arcybiskupa Mińska i całej Białorusi. W 1945 parafia weszła w skład diecezji białostocko-bielskiej Polskiego Autokefalicznego Kościoła Prawosławnego (i jej proboszczem przez krótki czas był Aleksy Baranow, ówczesny dziekan dekanatu bielskiego i hajnowskiego), a w 1948 została podporządkowana Konsystorzowi Duchownemu w Warszawie. Dekretem metropolity Makarego z 25 sierpnia 1951, parafia (wraz z całym dekanatem bielskim) została włączona do nowo utworzonej diecezji warszawsko-bielskiej.
W 1957 obchodzono 450-lecie wydania królewskiego dekretu o przeniesieniu cerkwi Preczystieńskiej na obecne miejsce. W uroczystościach (21 września) wziął udział metropolita Makary.
W 1968 dokonano generalnego remontu cerkwi. Wymieniono podmurówkę, podłogę i więźbę dachową (drewniany materiał pozyskano w Puszczy Białowieskiej). Dach został pokryty blachą, a w miejscu barokowej wieżyczki umieszczono niewielką kopułę. W celu pokrycia kosztów remontu sprzedano część ziemi parafialnej.
W 1971 poddano konserwacji główną cerkiewną ikonę – Odigitrię. Prace wykonano w Warszawie, w Pracowni Konserwacji Zabytków. Po ponownym nałożeniu ryzy ikona powróciła w dawne miejsce. W 1973 miało miejsce włamanie do cerkwi, podczas którego skradziono kilka ikon.
W 1975 parafianie z Hryniewicz Dużych złożyli u metropolity Bazylego wniosek o reaktywowanie parafii.
Na przełomie lat 70. i 80. zbudowano nowy dom parafialny z salą katechetyczną oraz plebanię.
W 1982 z parafii Narodzenia Bogurodzicy wydzielono parafię św. Jana Teologa w Augustowie. Nowa parafia oprócz Augustowa objęła też Stryki.
W 1986 utworzono parafialny chór dziecięco-młodzieżowy.
W związku ze wzrostem liczby parafian i w odpowiedzi na prośbę mieszkańców Hryniewicz Dużych, decyzją metropolity Bazylego przystąpiono w 1993 do organizacji nowej parafii we wschodniej części miasta. Dzięki sprzedaży części ziemi cerkiewnej, kupiono w 1994 plac pod budowę nowej cerkwi przy wylocie ulicy Adama Mickiewicza w kierunku Narwi.
W 1995 mieszkańcy Widowa podjęli starania o budowę cerkwi na miejscowym cmentarzu. W 1996 rozpoczęto budowę murowanej świątyni (według projektu Zachariusza Szachowicza). W tym samym roku ruszyła budowa cerkwi Zaśnięcia Przenajświętszej Bogurodzicy, zaprojektowanej przez Michała Bałasza.
10 marca 1998 dekretem p.o. metropolity arcybiskupa Sawy z parafii Narodzenia Bogurodzicy wydzielono parafię Zaśnięcia Przenajświętszej Bogurodzicy. W skład nowej parafii weszły m.in. Hryniewicze Duże.
W 1998 ówczesny wikariusz diecezji warszawsko-bielskiej, biskup Grzegorz, otrzymał tytuł biskupa bielskiego i został proboszczem parafii Narodzenia Bogurodzicy.
W 1999 ukończono budowę cerkwi w Widowie. Świątynię konsekrowano 6 maja 2000 pod wezwaniem Kaspierowskiej Ikony Matki Bożej.

### XXI wiek
W 2001 rozpoczęto kolejny generalny remont cerkwi Preczystieńskiej i dzwonnicy. Do świątyni dobudowano niewielkie pomieszczenie gospodarcze. W 2002 pokryto dachy blachą miedzianą, zmieniono kształt kopuł na cebulaste, umieszczono na nich nowe krzyże oraz dobudowano kopułę nad prezbiterium. W 2003 wymieniono całą stolarkę okienną oraz oszalowanie cerkwi i dzwonnicy. W 2004 odnowiono oba ołtarze, wymieniając ich pokrycie. W 2005 wyremontowano kruchtę, umieszczono nowy ikonostas przed bocznym ołtarzem W 2006 dokończono wymiany dachów.
W 2007 wydzielono parafię Kaspierowskiej Ikony Matki Bożej w Widowie. Dotychczasowa cerkiew cmentarna stała się świątynią parafialną. W tym samym roku uroczyście obchodzono 500-lecie ofiarowania przez księżną Helenę ikony Matki Bożej Odigitrii.
W 2008, decyzją Świętego Soboru Biskupów, biskup Grzegorz został  mianowany biskupem supraskim i zaczął pełnić posługę w diecezji białostocko-gdańskiej. Nowym proboszczem parafii został ks. Jerzy Bogacewicz. W tym samym roku parafian z bielskiego osiedla Studziwody dołączono do parafii Opieki Matki Bożej.
W latach 2008–2009 kontynuowano remont wnętrza cerkwi parafialnej: polakierowano kruchtę, nawę i chór muzyczny, całkowicie odrestaurowano i obudowano ikonostas przed głównym ołtarzem oraz zainstalowano nowe żyrandole.
W 2. dekadzie XXI w. na terenie parafii, w Domu Kultury Prawosławnej przy ulicy Tadeusza Rejtana 24 urządzono cerkiew pw. św. Sawy Serbskiego (świątynia powstała poprzez zabudowę patia). Gotowy obiekt poświęcili 5 września 2021 r. metropolita warszawski i całej Polski Sawa, arcybiskup bielski Grzegorz i biskup hajnowski Paweł. Cerkiew służy Niepublicznemu Przedszkolu im. Świętego Młodzieńca Gabriela Zabłudowskiego i Niepublicznej Szkole Podstawowej im. Świętego Arcybiskupa Łukasza Krymskiego, mieszczącym się w tym samym budynku.

## Ikona Bielskiej Bogurodzicy
Według tradycji księżna Helena ofiarowała cerkwi zamkowej wielki duchowy dar – ikonę Bogurodzicy Odigitrię, która niebawem wsławiła się licznymi cudami. Do cerkwi i ikony zaczęli przybywać pielgrzymi, pozostawiając tu różne ofiary (wota). W opisie cerkwi z 1637 czytamy, że na obrazie namiestom Preswiatyja Bohorodicy [pierwotnie ikona zajmowała miejsce w ikonostasie – red.] tabliczok siedm', korali, sznury cztyry perłowyi, pierstień zołotyj, kryżykow roznych bolszych i mieńszych szest'. Niektórzy ze współczesnych historyków sztuki kwestionują możliwość powstania bielskiej Odigitrii na przełomie XV/XVI w. i tym samym możliwość jej ofiarowania przez księżną Helenę. Dariusz Stankiewicz twierdzi, że bielska ikona, reprezentująca typ Odigitrii Gruzińsko-Jerozolimskiej, powstała w II połowie XVI w. Cechy charakterystyczne wykonania ikony mogą wskazywać, iż stworzył ją ikonograf nowogródzki, pracujący w Moskwie.
W 2008, z błogosławieństwa metropolity warszawskiego i całej Polski Sawy ustanowiono święto Bielskiej Ikony Bogurodzicy, przypadające w drugą niedzielę czerwca.